# 斯特凡妮·波萨马伊
斯特凡妮·波萨马伊（1980年7月30日—）生于波尔多，是一名法国女子柔道运动员。曾参加2008年夏季奥林匹克运动会，最终在女子78公斤级项目上收获一枚铜牌。